# Hetta Gräfin Treuberg
Henriette Irmgard Margot „Hetta“ Gräfin Fischler von Treuberg, geborene von Kaufmann-Asser (* 10. November 1886 in Berlin; † 1941 in Madrid, Spanien), war eine deutsche Pazifistin und politische Salonnière im ersten Drittel des 20. Jahrhunderts.

## Leben

### Kindheit und Jugend
Hetta von Kaufmann-Asser war die Tochter des calvinistischen Architekten Ludwig von Kaufmann-Asser (1851–1910) und seiner jüdischen Ehefrau Baronin Lina Bianka (nach anderen Quellen: Luisa Bianca) von Landau. Schon kurz nach ihrer Geburt in Berlin zogen ihre Eltern zunächst nach Weimar, später nach Florenz. Sie hatte zwei Brüder. Ihr Onkel väterlicherseits, der sie nach eigenen Angaben sehr geprägt hatte, war der Politiker und Friedensnobelpreisträger von 1911, Tobias Asser.
Sowohl in Weimar als auch in Florenz bildete ihr Elternhaus jeweils rasch einen Treffpunkt der intellektuellen und künstlerischen Kreise der Stadt. In Weimar war z. B. der Komponist Richard Strauss unter den Gästen. In Florenz, wo die Familie in der ehemaligen Boccaccio-Villa wohnte, verkehrten dort neben italienischen Aristokraten auch viele bekannte deutsche Künstler, z. B. der Maler Arnold Böcklin und der Bildhauer Adolf von Hildebrand. In der jungen Hetta wurde hier eine dauerhafte Begeisterung für Italien und die Malerei geweckt. Als Siebzehnjährige wurde sie in Rom am Hof des Königs Umberto I. vorgestellt.
1904 lernte sie in Florenz den bayerischen Kämmerer Ernst Ludwig Graf Fischler von Treuberg (1874–1950) kennen, den sie im selben Jahr am 28. Juni in Baden-Baden heiratete und mit dem sie auf dessen Gut Holzen bei Augsburg in Bayern zog. Bereits zu dieser Zeit war sie sozial engagiert und organisierte beispielsweise zusammen mit der Fürstin Fugger einen Wohltätigkeitsbasar zugunsten der Opfer einer Überschwemmung in Augsburg.
Auch traf sie dort wiederholt verschiedene Persönlichkeiten, vornehmlich aus der höfischen Gesellschaft der Wittelsbacher, Politik und Kultur, amüsierte sich bei (und über) Hofbällen und anderen gesellschaftlichen Ereignissen. Durch diese früh erworbenen Kenntnisse und Beziehungen hatte sie später hervorragende Kontakte und Zugang zu höchsten Kreisen der europäischen Diplomatie und der Berliner sowie Münchner Regierungen.
Das Ehepaar hatte drei Kinder: Franz Friedrich Graf Treuberg, Amalia („Amelie“) Maria Crescentia Isabella Gudrun Margarete (1908–1918) und Bianca Henrietta Maria (1913–1984). Letztere war die Mutter von Rupert Ludwig Ferdinand zu Loewenstein-Wertheim-Freudenberg (1933–2014), einem deutsch-britischen Bankier und langjährigen Finanzmanager der Rolling Stones.

### Beginn des politischen Engagements
Da sie aber völlig andere Lebensvorstellungen entwickelt hatte, ließen sie und ihr Mann sich am 19. Mai 1914, nach der Geburt ihres dritten Kindes, in Augsburg einvernehmlich scheiden. Gräfin Treuberg ging zunächst wieder nach Florenz. Als der Erste Weltkrieg begann und auch Italien vor dem Kriegseintritt stand, verstärkte sich ihr politisches Engagement. Sie reiste häufig nach Rom und tauschte sich mit dortigen Diplomaten über die Lage aus.
Auf deren Bitten fuhr sie im April 1915 mit ihren drei Kindern und ihrer Mutter nach Berlin, in der vergeblichen Hoffnung, Matthias Erzberger und Bernhard von Bülow zu überzeugen und damit zur Verhinderung des italienischen Kriegseintritts beitragen zu können.
Im Sommer 1916 begann ihr pazifistisches Engagement. Sie setzte sich in Dänemark zusammen mit der beim Roten Kreuz aktiven dänischen Gräfin Polly von Ahlefeldt-Laurvig (1849–1919) für die Heimkehr deutscher und anderer Kriegsgefangener ein.

### Politischer Salon
Nach ihrer Rückkehr betrieb Hetta Gräfin Treuberg in Berlin alsbald selbst einen Politischen Salon im Hotel Bristol, der nach ihren Worten „den Mittelpunkt der Gesellschaft bildete“ und wo sie „ganz anders vermittelnd, mittelnd und aufklärend wirken“ konnte, wie sie in ihren Memoiren schreibt. 
Sehr viele Persönlichkeiten unterschiedlichster zeitgenössischer Politikrichtungen aus ganz Europa (und darüber hinaus) verkehrten in diesem Salon: viele Diplomaten des Auswärtigen Amtes sowie der ehemalige preußische Ministerpräsident und Reichskanzler Bernhard von Bülow, die Reichstagsmitglieder Eduard Bernstein (SPD, reformorientierter Revisionist) und Oskar Cohn (Nordhausen, SPD), des Weiteren Karl Kautsky (SPD, marxistisch orientiert), der Gesandte Friedrich Rosen, Karl von Wedel, der Publizist Theodor Wolff, Walther Schücking u. v. a.
Vorgeworfen wurden ihr später auch Salonbesuche von Karl Helfferich (DNVP) und Matthias Erzberger (Zentrum) sowie politische Beeinflussung des jungen Prinzen Konrad Luitpold Franz von Bayern bei seinen Salonbesuchen, was sie allerdings bestritt.
Häufig verkehrte sie auch im Hotel Adlon. Später verlegte sie den Salon aus Sicherheitsgründen ins Hotel Esplanade. Übergangsweise wohnte Altkanzler Bernhard von Bülow, der nach seinem Rücktritt beim Kaiser in Ungnade gefallen war, zusammen mit seiner Frau sogar kurze Zeit bei ihr.
Ihr Einfluss reichte so weit, dass sie, die über hervorragende Sprachkenntnisse verfügte (u. a. italienisch, französisch, englisch, polnisch, russisch und dänisch), zeitweise (und mit inoffizieller Duldung) für das Auswärtige Amt wirken konnte, an Stelle ihres Bruders Heinrich, der Pressereferent des Kriegspresseamts war, jedoch weniger Sprachkenntnisse besaß. Sie wertete einen großen Teil der internationalen Presse aus und verfasste darüber (vermutlich entsprechend „gefärbte“) Denkschriften an die Amtsleitung.
Ihr politisches Vorbild war vor allem Maximilian Harden. Zusammen mit Harden setzte sich die Gräfin beim Reichskanzler Bethmann-Hollweg für eine sofortige Beendigung des U-Boot-Krieges ein. Ihre politische Zielvorstellung war „ein Föderativstaat mit repräsentativer Spitze“. Sie war durchaus stolz auf die deutsche Kulturnation als Vaterland, lehnte gerade aus dieser patriotischen Liebe zu Deutschland heraus jedoch den preußischen Militarismus strikt ab. In gewissen Grenzen unterstützte sie allerdings auch andere politische Richtungen, soweit diese ebenso den Pazifismus förderten, wie die sozialistische Bewegung. Den Bolschewismus lehnte sie ab, sympathisierte vielmehr mit den Landreformen von Stolypin.
Hetta Gräfin Treuberg publizierte bereits während des Ersten Weltkriegs häufig Artikel in verschiedenen Presseorganen, so unter anderem für die Die Zukunft (Herausgeber: Maximilian Harden). Die Zeitschrift wurde wiederholt verboten. Sie führte das erste Verbot selbst darauf zurück, dass Harden sich auf ihre Initiative hin in ihrem Salon mit den Führern der linken USPD, Hugo Haase und Eduard Bernstein, getroffen hatte (sie erwähnt in ihrer Autobiographie mehrfach, dass sie von Spitzeln beobachtet und angeschwärzt wurde). Treuberg arrangierte das Treffen, um – ohne Erfolg – Harden als Nachfolger für den inhaftierten Karl Liebknecht zu gewinnen. Die USPD, eine im April 1917 gegründete pazifistische Abspaltung von der SPD, trat wie Harden und die Gräfin Treuberg für einen „Verständigungsfrieden“ ein.
Durch ihre Kontakte mit Journalisten in ihrem politischen Salon wurde im In- und Ausland mehrfach über ihre Aktivitäten berichtet. Ihr massives politisches Engagement, das ihr den Spitznamen „die rote Gräfin“ eintrug, und die öffentliche Aufmerksamkeit wurden der Gräfin jedoch zunehmend gefährlich. Eine Hausdurchsuchung endete zunächst noch ohne Folgen.
Vom 24. August bis 2. Oktober 1918 wurde sie dann jedoch in Woldenberg, einem kleinen Ort in der Mark Brandenburg, vorübergehend unter Arrest gesetzt; ihr politischer Salon wurde – unter anderem wegen Duldens von zweifelnden Äußerungen am Sieg der Mittelmächte, Mitwirken an Vorbereitungen zur Revolution und Spionage für ausländische Mächte – am 12. September 1918 von der Polizei aufgelöst.
Ihre Arretierung und spätere Ausweisung steigerte nur ihren Bekanntheitsgrad. In einigen ausländischen Zeitungen wurde sie daraufhin als „zweite Madame de Staël“ gefeiert.
Sie reiste wegen einer tödlich verlaufenden Erkrankung ihrer dort in Pflege befindlichen Tochter kurzzeitig nach München, erlebte dort die Ausrufung der Münchner Räterepublik und kam mit Kurt Eisner zusammen. Nach der Revolution kehrte sie zunächst wieder nach Berlin zurück, wurde nach eigener Aussage rehabilitiert und sogar entschädigt.

### Aktivitäten nach dem Ersten Weltkrieg
Da auch nach dem Ersten Weltkrieg die Verlierer wie siegreiche Machthaber auftraten, reaktivierte sie ihren politischen Salon. Wieder waren Politiker und Diplomaten – der alten und neuen Regierung sowie des Auslandes – daneben Schriftsteller, Journalisten und fast täglich Vertreter des Roten Kreuzes zu Gesprächen anwesend.
Am 13. Mai 1919, also bereits zu Beginn der Weimarer Republik, wurde sie auf persönliches Betreiben Matthias Erzbergers ganz aus Berlin und Preußen ausgewiesen, worauf sie zeitweise nach Bamberg, München und Heidelberg auswich. Im März 1922 wurde sie auch aus Österreich „als lästige Ausländerin“ ausgewiesen.
In der Folge intensivierte sie ihre publizistischen Aktivitäten nochmals. Bereits 1921 gab sie ihre Memoiren heraus. Am 28. November 1923 schrieb sie an Reichstagspräsident Paul Löbe und forderte ihn äußerst selbstbewusst auf: „Zwingen sie ihren Kanzler die Finanzen in Angriff zu nehmen, fordern sie vom Auswärtigen Amt Politik. Vielleicht ist Rettung möglich, aber nur, wenn wir uns zu einer moralischen Größe erheben die uns das Vertrauen und die Achtung anderer Staaten erwirbt.“. Etwa um 1920 begann sie auch, „weil ich gehört werden will“, für die Wochenschrift Die Weltbühne zu schreiben, das Forum der radikaldemokratischen bürgerlichen Linken. Sie wurde geradezu eine der „Vielschreiberinnen“, insgesamt über 20 politisch engagierte Beiträge finden sich hier, z. B. am 30. September 1920 ein Offener Brief an Walter Simons, den damaligen Außenminister. Ein Schwerpunkt ihrer Artikel sind kritische Äußerungen zur Außen- und Finanzpolitik.
Der letzte Artikel für die Weltbühne, über Giovanni Giolitti, den wenige Tage zuvor gestorbenen linksliberalen mehrfachen Ministerpräsidenten Italiens und Mussolini-Gegner, datiert vom 24. Juli 1928.
Offenbar wurde der antisemitische Druck, den sie bereits in ihren Memoiren beschreibt, in der Folgezeit so stark, dass sie aus Deutschland emigrierte. Kurz nach der nationalsozialistischen Machtübernahme, im Frühjahr 1933, hielt sie sich jedenfalls in der neutralen Schweiz im Genfer Hotel „International“ auf und führte einen Briefwechsel mit Albert Einstein. Einstein, der zu diesem Zeitpunkt ebenfalls bereits endgültig aus Deutschland ausgereist war, antwortete ihr auf ihren Brief vom 23. April am 2. Mai aus Le Coq sur Mer in Belgien: „Ich teile voellig die in Ihrem Briefe geäusserten Ansichten: Zerstoerung der gesamten Oberschicht durch den nunmehr endgueltig mobilisierten Poebel. (Wie steht es aber mit der Reichswehr??).“
Danach verliert sich ihre Spur.
Hetta Gräfin Treuberg starb 1941 in Madrid (das franquistische Spanien war nicht in den Krieg eingetreten).

## Werke
- Zwischen Politik und Diplomatie. Memoiren von Hetta Gräfin Treuberg geb. v. Kaufmann-Asser; hg. v. Marie-Joseph Bopp. Straßburg: Imprimerie Strasbourgeoise, 1921
- Erzbergers Finanzpolitik, Berlin: Verlag der Weltbühne, 1920, S. 378–380. Sonderdruck aus: Die Weltbühne, 16. Jg. (1920), Nr. 12–14, 25. März 1920